# شیرین‌بیان (فیلم)
شیرین‌بیان (ایتالیایی: Liquirizia) یک فیلم کمدی ایتالیایی به کارگردانی سالواتوره سامپری است که در سال ۱۹۷۹ منتشر شد.

## بازیگران
- کریستین دسیکا
- باربارا بوشه
- جنی تامبوری
- جیجی بالیستا
- تینو شیرینزی
- انتسو کاناواله
- اروس پاگنی
- کارمن روسو
- انتسو لیبرتی
- ساندرو گیانی
- تئو تئوکولی
- جانکارلو ماگالی
- کریستیانا بورگی